# Pera decipiens
Pera decipiens là một loài thực vật có hoa trong họ Peraceae. Loài này được (Müll.Arg.) Müll.Arg. mô tả khoa học đầu tiên năm 1866.